# معركة وادي العلايق (1839)
معركة وادي العلايق في ديسمبر 1839م شملت الأرجاء المتاخمة لمدينة الجزائر قرب وادي العلايق في سهل متيجة.

## المعركة
بعد اشتباكات ضارية نشبت بين الجزائريين والفرنسيين منذ 11 نوفمبر 1839م في سهل متيجة، حاصرت قوات الأمير عبد القادر المخيمات الفرنسية التي أنشئت حول مدينتي البليدة وبوفاريك، وابتدأ هذا الحصار يوم 15 ديسمبر 1839م · .
فتم حشد كل القوات الجزائرية المتوفرة من طرف خليفتَيْ «مقاطعة التيطري» و«مقاطعة مليانة» قصد الاستحواذ على مدينتي البليدة والشفة، في حين أن المشاة النظاميين والفرسان الكثيرين كانوا متجمهرين في منحدر «وادي الكبير» · .
وتم إنهاء المعركة الكاسحة بين الجزائريين والفرنسيين في يوم 31 ديسمبر 1839م حينما تم إجبار جنود وفرسان الأمير عبد القادر على الانسحاب الكلي من سهل متيجة.
وأصبحت كل قبائل متيجة لا تخضع منذ ذلك اليوم لسلطة الأمير عبد القادر ما عدا «قبيلة الهاشميين».
فبعد أن تمت دراسة أرضية المعركة المرتقبة بعد الحصار المضروب على المخيمات، تم اتخاذ قرار مواجهة الجزائريين وانطلق الماريشال فالي من بوفاريك في صبيحة 31 ديسمبر 1839م ضمن جيش متكون من الفوج الثاني من المشاة الخِفاف والفوج السابع عشر من المشاة الخِفاف، مسنودين بحوالي 1.000 جندي من الفوج الثالث والعشرين من مشاة الخط والفوج الرابع والعشرين من مشاة الخط، بالإضافة إلى 450 جندي من الفوج الأول من صيادي إفريقيا ترافقهم أربع قطع من المدفعية.
واتجه هؤلاء الآلاف من الجنود الفرنسيين نحو وادي العلايق عبر دروب سهل متيجة.
وتم الاشتباك في منطقة «سيدي خليفة» مع الفرسان الجزائريين الذين قاموا بمناوشة الفرنسيين الذين ردوا عليهم على مستوى وادي العلايق بهجوم حوالي 2.000 فارس مدعومين بقناصي الفوج السابع عشر من المشاة الخِفاف حيث اندلع تبادل إطلاق نار كثيف بين الطرفين.
وبعد مواجهة الفرسان الجزائريين جاء دور الالتحام مع المشاة قرب المكان المسمى "أشجار السرو الخمسة"، أين تقدم جيش من حوالي 1.500 جندي مشاة، من بينهم 800 جندي من المشاة النظاميين للأمير عبد القادر، وكان هذا الجيش من المشاة الجزائريين يتوجهون نحو مقدمة الجيش الفرنسي وهم ضاربون للطبل ورافعون للأعلام والرايات.
فبادر حينئذ العقيد شانجارنيي الذي كان يقود الفوج الثاني من المشاة الخِفاف بالالتفاف على يمين الجيش الفرنسي من أجل مواجهة الجيش الجزائري.
وبعد أن طلب الإذن من قيادته، تم السماح للعقيد شانجارنيي بالاقتحام بواسطة الحربات والسيوف المنحنية في وسط صفوف المشاة الجزائريين ويتبعه في ذلك الفوج الثاني من المشاة الخِفاف.
كان العقيد بورجولي أثناء ذلك قد التف على الجانب الأيسر من الجيش الفرنسي على رأس أربع وحدات عسكرية من الفوج الأول من صيادي إفريقيا ليصطدم مع القوات الجزائرية.
وبعد تبادل كثيف لإطلاق رصاص البنادق مع استعمال الحراب والسيوف المنحنية، انسحبت القوات الجزائرية في فوضى كبيرة تاركة وراءها حوالي 300 جندي مقتول على أرض المعركة.

## الحصيلة
كانت غنائم الفرنسيين متمثلة في قطعتين من المدفعية، ثلاث رايات، صناديق الطبل الخاصة بالمشاة النظاميين الجزائريين، 500 بندقية، بالإضافة إلى العديد من الأسلحة.
وكان الماريشال فالي يتابع شخصيا مجريات المعركة على بعد حوالي 3 كلم، وسرعان ما التحق بصفوف الفوج الأول من صيادي إفريقيا والفوج الثاني من المشاة الخِفاف بعد انتصار الفرنسيين من أجل تهنئة جنوده، وقاموا بدورهم بمنحه الغنائم التي سلبوها من القتلى الجزائريين.
واستقرت حصيلة هذه المعركة عند الفرنسيين بتاريخ 31 ديسمبر 1839م في 20 جنديا مقتولا، وملازم في سلاح الفرسان مقتول، بالإضافة إلى 50 جريحا.
وإذا كان عدد الجزائريين المشاة المقتولين بلغ 300 جنديا في هذه المعركة، فإن بعض الفرسان الجزائريين قد سقطوا قتلى كذلك في ساحة الوغى قرب وادي العلايق.

## مكتبة الصور

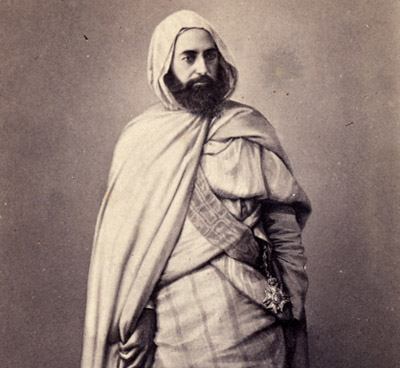
الأمير عبد القادر الجزائري
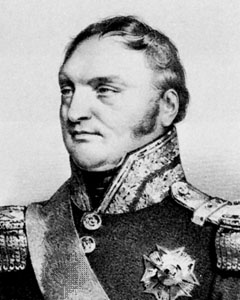
برتراند كلوزيل
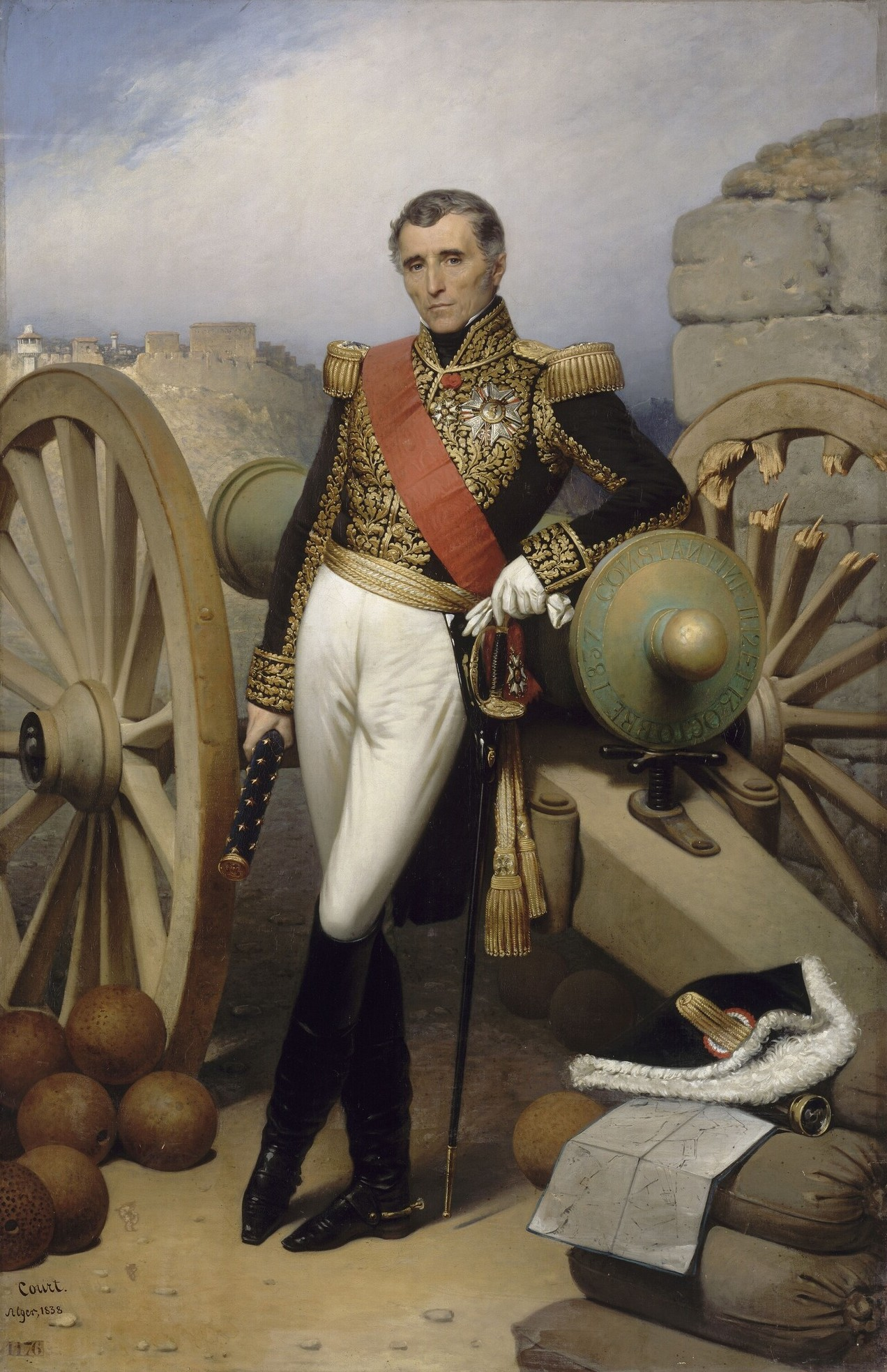
سيلفان شارل فالي
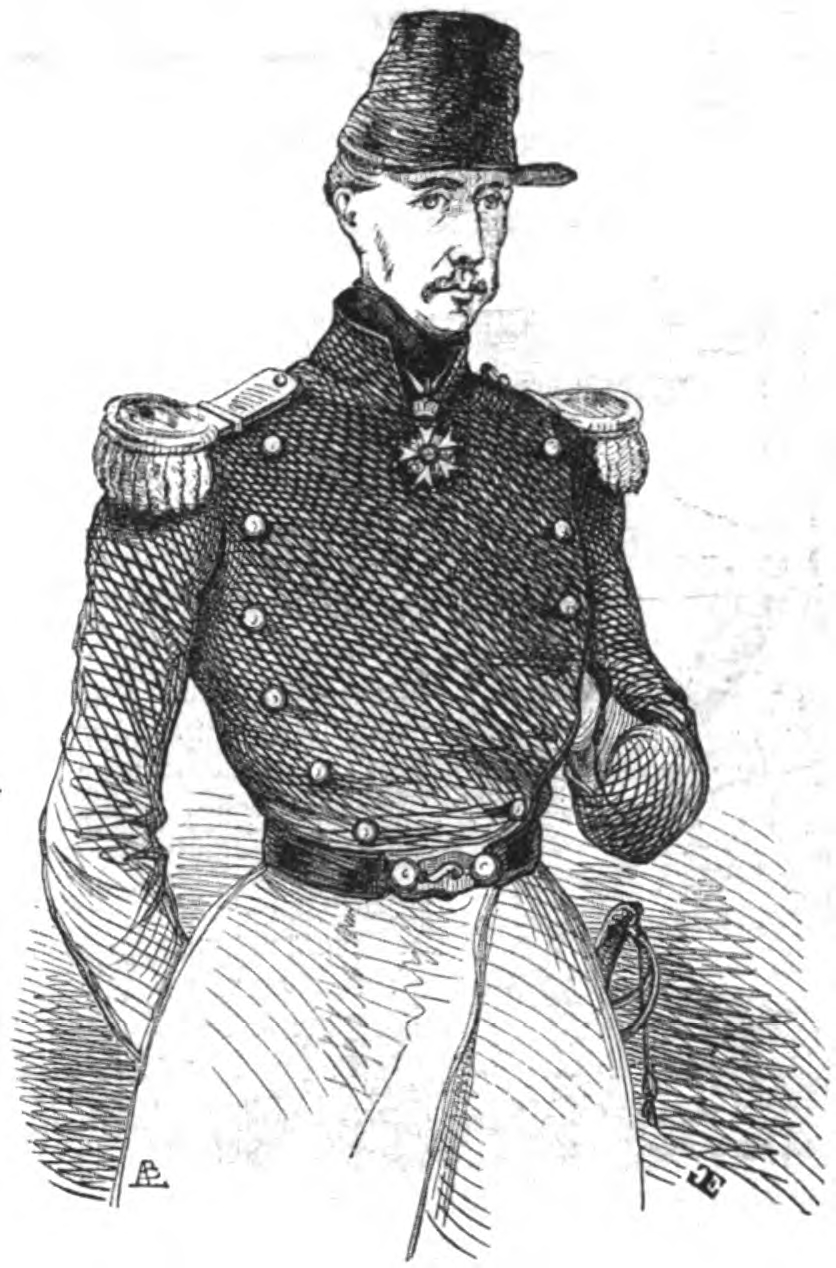
نيكولا شانجارنيي
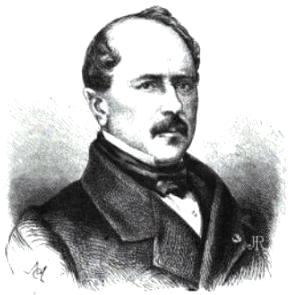
جان ألكسندر دي بورجولي